# Acer shirasawanum
Acer shirasawanum (oversat: Shirasawa's ahorn) er et lille, løvfældende træ med en tætgrenet, kuplet vækstform. Løvet er pragtfuldt farvet i gule, orange og røde farver om efteråret. Derfor har planten vundet indpas i amerikanske og engelske haver, men derimod ikke nævneværdigt i de danske.

## Beskrivelse
Acer shirasawanum er et lille, løvfældende træ med en tætgrenet, kuplet vækstform. Barken er først rødlig og glat. Senere bliver den grøn og til sidst kan gamle grene og stammen blive gråbrune, men stadig glatte. 
Knopperne er modsat stillede, kegleformede og rødlige. Bladene er cirkelrunde og håndlappede med groft takket rand på hver af de 9-13 slanke lapper. Oversiden er græsgrøn, mens undersiden er lysere grøn. Høstfarven er rød, orange og gul (ofte på samme blad). 
Blomstringen sker sidst i maj, og de rødlige blomster sidder samlet i endestillede halvskærme. Frugterne er lysegrønne og vingede.
Arten har et kraftigt rodnet, men de planter, der forhandles i Danmark, er ofte podet på grundstammer af spidsløn.
Højde x bredde og årlig tilvækst: 10 x 12 m (25 x 30 cm/år), men i Danmark ofte betydeligt mindre. 

## Hjemsted
Acer shirasawanum er naturligt forekommende på øerne Honshū og Shikoku i Japan. De vokser i skovene højt oppe på de østvendte bjergsider, hvor der er rigeligt med nedbør og porøs, veldrænet lavajord. 
På Ohdaigahara-bjerget, der ligger på Kii-halvøen, Honshū, Japan, vokser arten i 1.400-1.600 m højde under blandede løv- og nåleskove sammen med bl.a. amurkorktræ, Betula grossa (en art af birk), Eleutherococcus sciadophylloides (en art af tornaralie), Fraxinus lanuginosa (en art af ask), Ilex geniculata (en art af kristtorn), japansk bøg, japansk konvalbusk, japansk lind, japansk røn, japansk taks, japansk troldnød, jessogran, panax, Quercus mongolica (en art af eg), sieboldløn, skrueædelgran, Stuartia monadelpha (en art af Stewartia), solcypres samt Viburnum dilatum, Viburnum furcatum og Viburnum wrightii (tre arter af kvalkved).

## Forveksling
Bladene kan minde meget om viftebladet løn og vinløn.

## Note
1. ↑   Masaki Ando, Hiro-Omi Yokota og Ei'ichi Shibata: Why do sika deer, Cervus nippon, debark trees in summer on Mt. Odaigahara, central Japan? – grundig undersøgelse af sikahjortenes præferencer ved fejning (engelsk)